# 利比里亞 (北卡羅萊納州)
利比里亞（英語：Liberia）是位於美國北卡羅萊納州沃倫縣的非建制地區。

## 地理
利比里亞所處的海拔為高於海平面122米（即400英呎），而該地所採用的時區為UTC-5，即北美东部时区（EST）。同時該地設有夏令時間，為UTC-5調快一小時，即UTC-4（EDT）。